# Isacova
Isacova è un comune della Moldavia situato nel distretto di Orhei di 2 175 abitanti al censimento del 2004.